# Josip Manolić
Josip Manolić, hrvaški politik, * 22. marec 1920, Kalinovac, Kraljevina Srbov, Hrvatov in Slovencev, † 15. april 2024, Zagreb, Hrvaška.
Bil je partizan, med drugo svetovno vojno je opravljal naloge sekretarja PK Zveze komunistične mladine Jugoslavije za Hrvaško, nato visok funkcionar Uprave /Službe državne varnosti. V hrvaško vlado je prvič vstopil leta 1965. Med letoma 1990 in 1991 je bil predsednik Vlade Republike Hrvaške, med letoma 1993 in 1994 pa predsednik Županijskega doma hrvaškega sabora.